# موزه مردم‌شناسی اردبیل
حمام آقانقی را شخصی به نام ظهیرالاسلام در دوره ایلخانی بنا نمود و ۲۰۰ سال بعد بخش‌هایی به آن اضافه شد. در زمان قاجار فردی به نام آقانقی مؤتمن الرعایا این حمام را خریداری و بازسازی نموده و به همین جهت است که این حمام به نام هر دو نفر نامیده می‌شود. این بنا در اردبیل، ابتدای خیابان سعدی، میدان عالی قاپو واقع شده و این اثر در تاریخ ۱۱ مرداد ۱۳۷۶ با شمارهٔ ثبت ۱۸۹۶ به‌عنوان یکی از آثار ملی ایران به ثبت رسیده‌است.
در ورودی این موزه با رختکن آغاز شده و به حوض سنگی هشت ضلعی با چهار بازو ختم می‌شود. رواق هشتی شکل، کفش کن، گنبد سربینه، گرمخانه، استخرهای آب گرم و استخر آب سرد از جمله قسمت‌های این حمام می‌باشد. تا دوره پهلوی کاربری عادی اش را حفظ کرده بود و پس از این دوران، مدتی از آن استفاده نشد. میراث فرهنگی در سال ۱۳۷۸ این حمام را خریداری و بازسازی کرد و سپس هم موزه مردم‌شناسی اردبیل را در آن راه انداخت و تعدادی مجسمه مومی در آن ساکن شدند تا شیوه زندگی مردم اردبیل، آداب و رسوم شان، آئین‌هایشان، پوشش محلی شان و حتی شیوه غذا پختن شان را به گردشگرانی که می‌آیند و از حمام بازدید می‌کنند نشان می‌دهند. در این موزه علاوه بر نمایش ۳۳ نوع مجسمه با پوشش محلی مردم استان اردبیل، آثار و دست نوشته‌های مربوط به هویت تاریخی و فرهنگی این منطقه جمع‌آوری و عرضه شده‌است.
این بنا در دههٔ ۱۳۸۰ به موزهٔ مردم‌شناسی اردبیل تغییر کاربری داد.

## نگارخانه

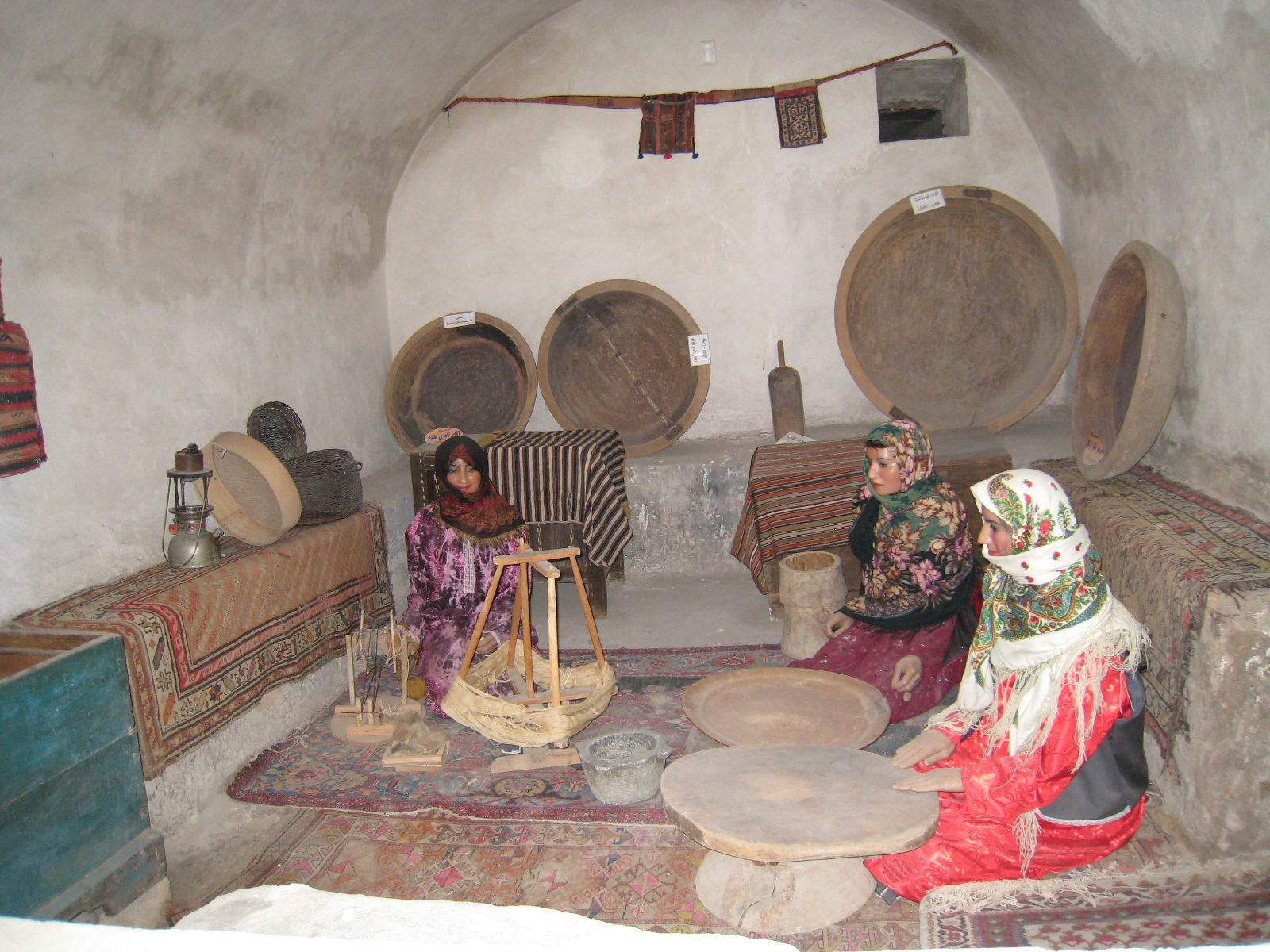
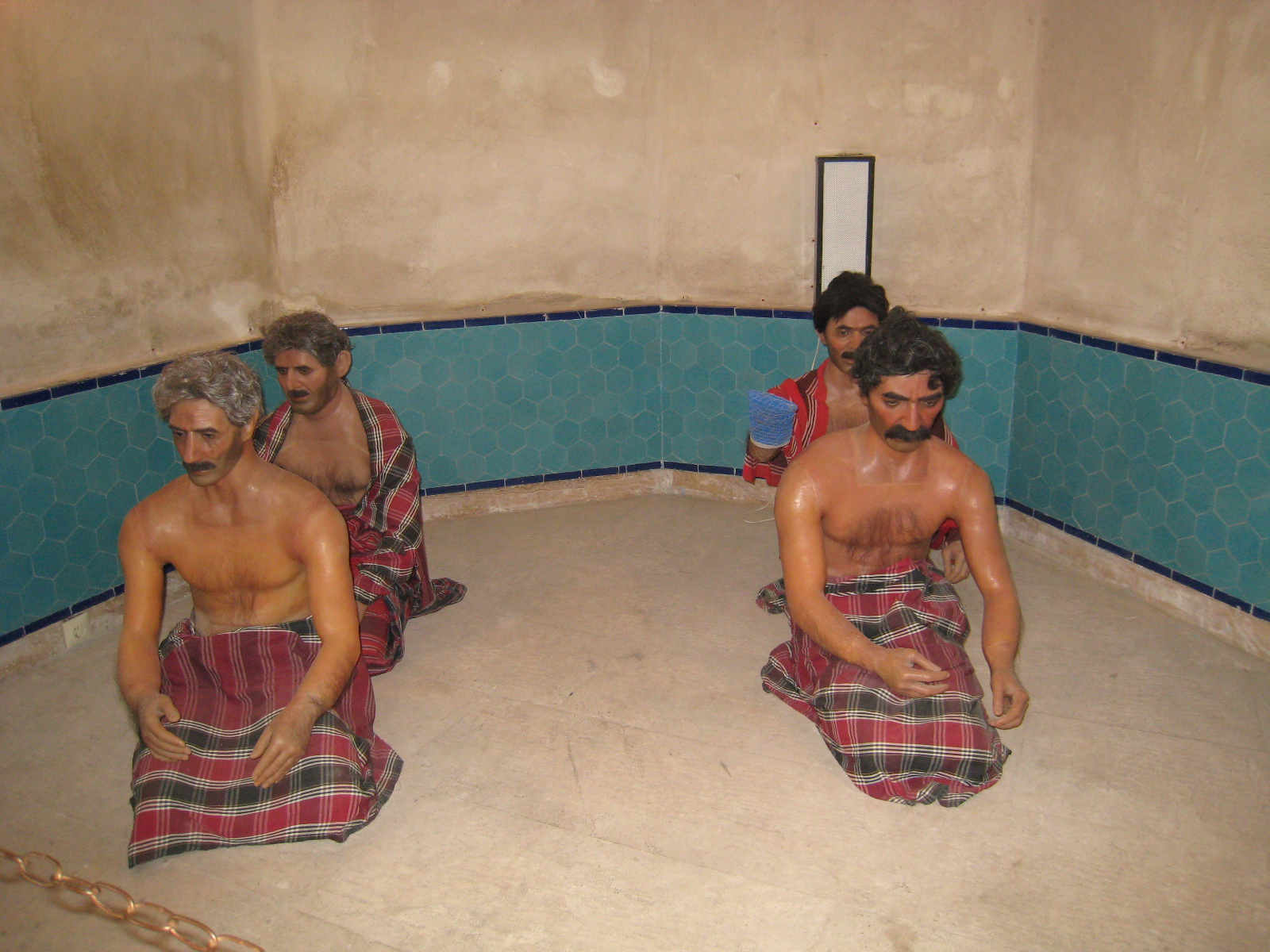
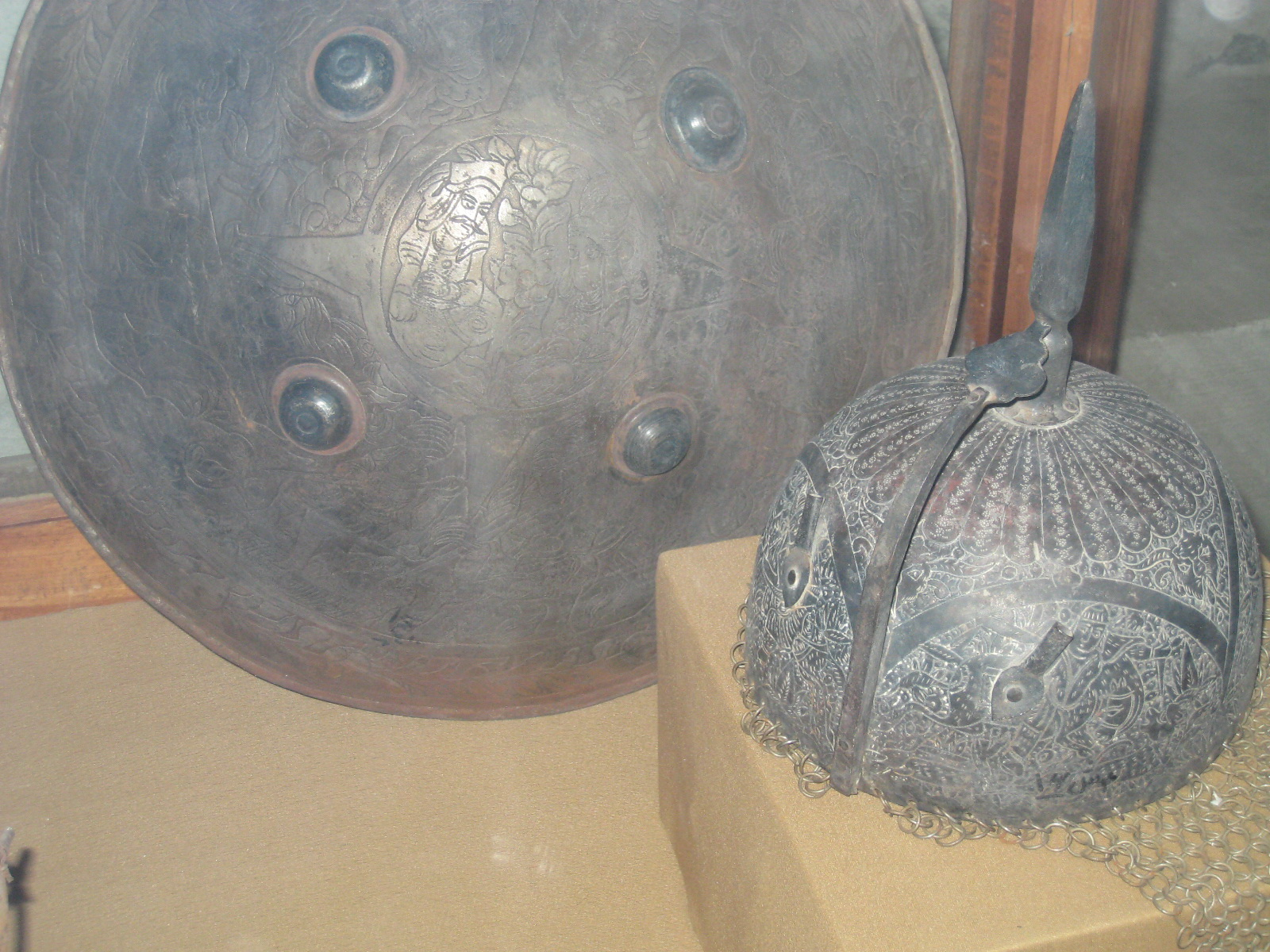